# Xadrez nos Jogos Asiáticos em Recinto Coberto de 2009
As competições de xadrez nos Jogos Asiáticos em Recinto Coberto de 2009 ocorreram entre 31 de outubro e 7 de novembro. Quatro eventos foram disputados.

## Calendário
| Outubro/Novembro | 28 | 29 | 30 | 31 | 1 | 2 | 3 | 4 | 5 | 6 | 7 | 8 | Finais |
| ---------------- | -- | -- | -- | -- | - | - | - | - | - | - | - | - | ------ |
| Xadrez           |    |    |    |    | 1 |   |   | 2 |   |   | 1 |   | 4      |

## Quadro de medalhas
| Ordem | País        | Medalha de ouro | Medalha de prata | Medalha de bronze |    |
| ----- | ----------- | --------------- | ---------------- | ----------------- | -- |
| 1     | China       | 3               | 2                | 1                 | 6  |
| 2     | Vietname    | 1               | 1                |                   | 2  |
| 3     | Catar       |                 | 1                |                   | 1  |
| 4     | Índia       |                 |                  | 4                 | 4  |
| 5     | Irã         |                 |                  | 1                 | 1  |
| 5     | Cazaquistão |                 |                  | 1                 | 1  |
| 5     | Uzbequistão |                 |                  | 1                 | 1  |
| TOTAL | TOTAL       | 4               | 4                | 8                 | 16 |

## Medalhistas
| Evento                             | Ouro                  | Prata              | Bronze                                                          |
| Individual rápido masculino        | CHN China Bu Xiangzhi | CHN China Wang Hao | KAZ Cazaquistão Murtas Kazhgaleyev IND Índia Krishnan Sasikiran |
| Individual rápido feminino         | CHN China Hou Yifan   | QAT Catar Zhu Chen | IND Índia Dronavalli Harika CHN China Zhao Xue                  |
| Xadrez blitz por equipes masculino | VIE Vietnã            | CHN China          | IND Índia IRI Irã                                               |
| Xadrez blitz por equipes feminino  | CHN China             | VIE Vietnã         | IND Índia UZB Uzbequistão                                       |